# Ворожба (станція)
Ворожба́ — вузлова дільнична залізнична станція 2-го класу Конотопської дирекції Південно-західної залізниці. Розташована в однойменному місті Сумського району Сумської області.

## Історія

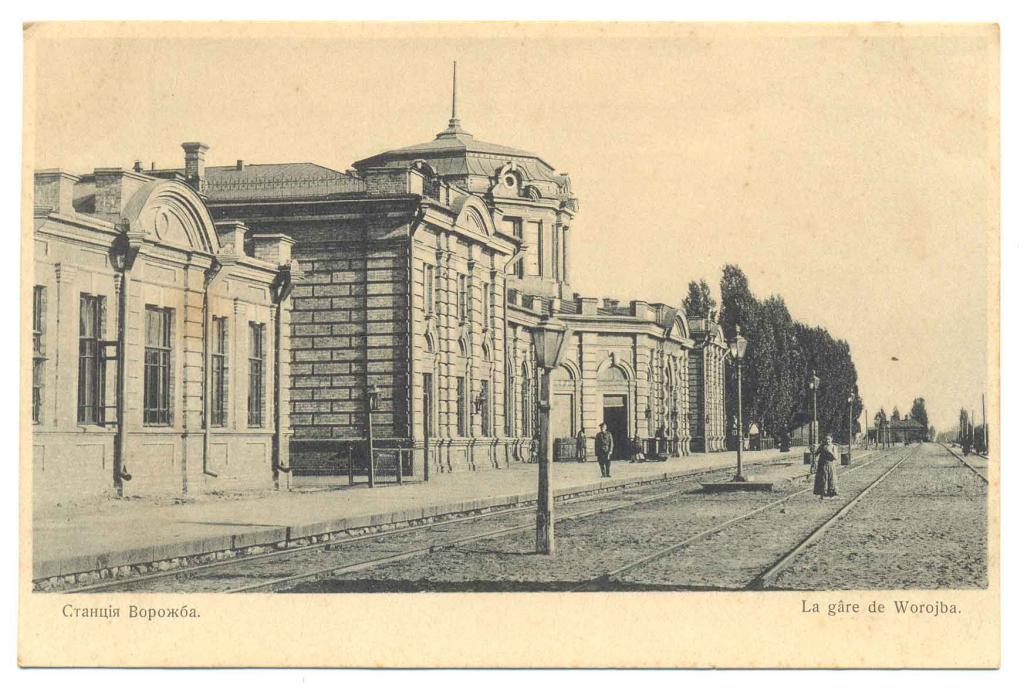
Вокзал станції Ворожба на початку XX століття

Станція відкрита у 1868 році. З 1894 року введена в експлуатацію вузькоколійна залізниця Ворожба — Середина-Буда, яку у 1915 році перебудували на широку колію. Акціонерне товариство Московсько-Києво-Воронезької залізниці на початку 1890-х років побудувало на Ворожбянському вузлі паровозо-вагонні майстерні. Економічне значення вузла зростало. Вивозився, головним чином хліб, доставлялося вугілля, низка будівельних матеріалів, сіль тощо.
Наприкінці XIX — початку XX століть на лінії Ворожба — Київ відкриті станції: Путивль, Грузьке, Конотоп, Бахмач, Плиски, Крути, Ніжин, Носівка, Кобижчі, Бобровиці, Бобрик, а у напрямку Курська — станції Волфине, Глушково, Корнєво, Колонтаївка, Артаково, Льгов, Лукашовка, Дьяконово.
Значення залізничної станції Ворожба, яка через деякий час стала вузловою, зростало. Становлення і розвиток станції Ворожба зробили суттєві зміни в розвиток економіки краю. До прокладання Курсько-Київської залізниці Білопілля служило місцем збору борошна, жита вівса. Житнє борошно із довколишніх міст розходилось частково по Сумському і Лебединському повітах, на місцеві винокурні заводи та відправлялося до міста Глухів Чернігівської губернії. За ним приїздили навіть із-за населених пунктів за Десною. Пшеничне борошно і овес направлялось також на північний захід — у Чернігівську та Вітебську губернії. Частину вівса здійснювали збут у Кременчук, а жито — на Кубань.
З будівництвом Курсько-Київської залізниці обсяг торгівлі міста Білопілля дещо змінився. Якщо раніше торгівля йшла лише з Глуховом, а звідти — за Десну й далі, то зі станції  Білопілля продукція вирушала Курсько-Київською залізницею. Переважна маса зерна експортувалася за кордон — у Пруссію.
Інтенсивне залізничне будівництво, призвели до значних змін залізничного вузла станції Ворожба. Навколо станції росло залізничне селище. 1887 року в ньому налічувалося 557 чол.
26 листопада 1888 року відкрито рух поїздів на ділянці Ворожба — Курськ Курсько-Київської залізниці. Незрівнянно збільшувались пасажирські перевезення. Нагально постало питання про будівництво приміщення нового вокзалу. Наприкінці XIX століття розпочалось його спорудження, а вже влітку 1898 році новий вокзал станції Ворожба освятили й урочисто відкрили.
Після ліквідації УНР на ворожбянському залізничному вузлі почалися відновні роботи. Проводилися вони в тяжких умовах. Проте, попри це, вже наприкінці відновного періоду залізничний вузол працював на повну потужність. Тут приймалося і звідси відправлялося вантажів більше, ніж у 1913 році. У 1925—1926 роках до станції надійшло 18,4 тис. тонн вантажів, а було відправлено — 41,4 тис. тонн.
Вокзал станції Ворожба за обсягом виконуваної роботи віднесений до 3-го класу, а за умовами процесу утворення пасажиропотоку є транзитним. З вокзалу станції є можливість дістатися у київському та харківському напрямками. За добу в середньому протягом року із вокзалу вирушає 450 пасажирів.
Станція Ворожба — дільнична, за обсягом виконуваної роботи віднесена до 2-го класу, і є міждержавною передатною станцією на Московську залізницю.
Наприкінці 2009 року почалися активні роботи з електрифікації дільниці Конотоп — Ворожба.
17 червня 2010 року станція електрифікована змінним струмом, також урочисто відкрито після реконструкції вокзал станції Ворожба, що збудований ще у 1888 року. На станції було введено в дію тимчасову пересувну тягову підстанцію, в майбутньому заплановано будівництво стаціонарної.

## Вокзал
У 1888 році на кошти Харківсько-Миколаївської та Курсько-Київської залізниць, збудована нова будівля вокзалу станції Ворожба. За проєктом київського архітектора Миколи Юргенса, яка збереглася до нашого часу. Будівля вокзалу має два фасади: східний та західний. В одному крилі вокзалу розміщувався зал чекання, в іншому — ресторан. В крайній правій частині східного фасаду розташовані технічний відділ та митний пост. В крайній лівій частині західного фасаду розташовані кабінети начальника станції, заступника начальника станції, чергового по вокзалу, бухгалтерія та зала проведення планових інструктажів. В центральній частині вокзалу розташовані квиткові каси та відділення «ЕкпресБанку». З усього видно що автор проєкту, архітектор Юргенц намагався створити споруду з перспективою на майбутнє, що не тільки тодішнім, а й прийдешнім поколінням було тут зручно, комфортно. Зараз цей чудовий архітектурний витвір є окрасою міста і посідає чільне місце вокзалів України. Останній поточний ремонт будівлі вокзалу був здійснений у 1998 році.
9 жовтня 2022 року російські окупанти завдали масованого ракетного удару по об'єктам  інфраструктури Ворожбянської міської громади, в ході якої була пошкоджена будівля залізничного вокзалу станції Ворожба.

## Пасажирське сполучення
На станції Ворожба зупиняються всі пасажирські поїзди далекого, регіонального та приміського сполучення
| Рух поїздів по станції Ворожба на 2024 рік | Рух поїздів по станції Ворожба на 2024 рік | Рух поїздів по станції Ворожба на 2024 рік         |
| №                                          | Маршрут сполучення                         | Періодичність курсування                           |
| ------------------------------------------ | ------------------------------------------ | -------------------------------------------------- |
| 45/46                                      | Харків — Ужгород                           | Через день                                         |
| 113/114                                    | Харків — Львів                             | Через день                                         |
| 143/144                                    | Суми — Рахів                               | Через день                                         |
| 236/235                                    | Харків — Ужгород                           | За вказівкою                                       |
| 779/780 «Столичний експрес»                | Суми — Київ                                | Щоденно                                            |
| 805/806 «Слобожанський експрес»            | Харків — Конотоп                           | Курсує по особливому графіку, з 9 серпня 2022 року |
| 817/818 «Регіональний експрес»             | Ворожба — Фастів                           | Скасований, курсував щоденно                       |
| 6101                                       | Ворожба — Бахмач                           | Щоденно                                            |
| 6009                                       | Тростянець-Смородине — Ворожба             | Щоденно                                            |
| 6010                                       | Ворожба — Кириківка                        | Щоденно                                            |
| 6012/6011                                  | Ворожба — Тростянець-Смородине             | Щоденно                                            |
| 6102                                       | Бахмач — Ворожба                           | Щоденно                                            |
| 6103/6104                                  | Ворожба — Конотоп                          | Щоденно                                            |
| 6106/6105                                  | Бахмач — Ворожба                           | Щоденно                                            |
| 6888/6889                                  | Ворожба — Лебединська                      | Щоденно                                            |
| 7009/7010                                  | Харків — Ворожба                           | Щоденно                                            |

З актуальним розкладом руху пасажирських поїздів по станції Ворожба є можливість дізнатися на офіційному вебсайті АТ «Укрзалізниця».
З червня 2010 року курсує електропоїзд підвищеного комфорту № 818/817 Київ — Ворожба. Завдяки електротязі час руху поїздів з Ворожби до Києва скоротився приблизно на півгодини.
З 21 грудня 2021 року призначений регіональний поїзд «Слобожанський експрес» сполученням Харків — Ворожба, який сполучає східні регіони України. З 9 серпня 2022 року маршрут руху регіонального поїзда подовжений до станції Конотоп.
Раніше через станцію Ворожба курсували пасажирські поїзди у наступних напрямках:
| Скасовані поїзди, що курсували через станцію Ворожба | Скасовані поїзди, що курсували через станцію Ворожба | Скасовані поїзди, що курсували через станцію Ворожба                                                                 |
| №                                                    | Маршрут сполучення                                   | Примітки |
| ---------------------------------------------------- | ---------------------------------------------------- | --- |
| 21/22 «Вечірні зорі»                                 | Харків — Трускавець                                  | Курсував через день (змінений маршрут через станцію Полтава-Київська)                                                |
| 88/87                                                | Київ — Луганськ                                      | Скасований у 2014 році                                                                                               |
| 100/99                                               | Мінськ — Запоріжжя, Новоолексіївка*                  | Скасований з березня 2020 року. Раніше курсував через день, з червня по вересень — щоденно до станції Новоолексіївка |
| 118/117                                              | Москва — Суми                                        | |
| 123/124                                              | Костянтинівка — Київ                                 | Скасований з березня 2020 року                                                                                       |
| 135/136                                              | Євпаторія — Мінськ                                   | Скасований у 2013 році                                                                                               |
| 143/144                                              | Харків — Санкт-Петербург                             | Скасований з березня 2020 року (курсував через день)                                                                 |
| 327/328                                              | Зернове — Суми                                       | Скасований. Курсував по вівторках, п'ятницях, неділях                                                                |
| 329/330                                              | Шостка — Суми                                        | Скасований у 2020 році (курсував по понеділках, середах, четвергах та суботах)                                       |
| 348/347                                              | Санкт-Петербург — Маріуполь                          | Скасований у 2014 році                                                                                               |
| 375/374                                              | Харків — Брянськ                                     | |
| 331/332                                              | Київ — Воронеж                                       | |
| 775/776 «Столичний експрес»                          | Харків — Київ                                        | |
| 885/886 «Слобожанський експрес»                      | Харків — Ворожба                                     | Курсував по особливому графіку до 8 серпня 2022 року                                                                 |